# Enoplognatha afrodite
Enoplognatha afrodite es una especie de araña araneomorfa del género Enoplognatha, familia Theridiidae. Fue descrita científicamente por Hippa & Oksala en 1983.
Habita en Europa meridional.